# Шабанов, Василий Васильевич
Василий Васильевич Шабанов (13 мая 1938, Родионовка, Саратовская область — 27 сентября 1975, Ашхабад) — советский поэт.

## Биография
С 1961 года — в штате редакции саратовской областной комсомольской газеты «Заря молодёжи», публиковал статьи и репортажи о жизни города и села. Руководил литературным объединением «Молодые голоса». С 1968 года — редактор литературно-художественного журнала «Волга». Выступал как переводчик поэзии Аннаберды Агабаева, Эмильхана Хасбулатова, Мтварисы Кореселидзе, Валентины Ковтун, Георгия Спасова и др. 
В 1969 году переехал в Москву, работал инструктором сектора печати отдела пропаганды и агитации ЦК ВЛКСМ.
В 1975 году был принят в члены Союза писателей СССР. 

Могила на Кунцевском кладбище

Трагически погиб во время проведения Всесоюзного фестиваля поэтов и прозаиков в г. Ашхабаде (застрелен дезертиром из воинской части).
Похоронен на Кунцевском кладбище (10 уч.)
К пятидесятилетнему юбилею (1988) Василия Шабанова в средней школе села Савельевка открыт музейный отдел поэта.